# رایان لاپلاس
رایان لاپلاس (انگلیسی: Ryan Laplace؛ زادهٔ ۲۵ ژوئیهٔ ۱۹۹۸) بازیکن فوتبال اهل فرانسه است.